# Mychajliwka (rejon sakski)
Mychajliwka (ukr. Михайлівка, ros. Михайловка, Michajłowka) – wieś na Ukrainie, w Autonomicznej Republice Krymu (de iure stanowiącej integralną część państwa ukraińskiego, w 2014 anektowanej przez Rosję i odtąd funkcjonującej jako Republika Krymu), w rejonie sakskim. W 2001 liczyła 3510 mieszkańców, wśród których 536 wskazało jako ojczysty język ukraiński, 2358 rosyjski, 535 krymskotatarski, 2 mołdawski, 1 rumuński, 17 białoruski, 12 ormiański, 13 romski, 1 polski, a 35 inny. Według spisu ludności przeprowadzonego przez okupacyjne władze rosyjskie populacja wsi w 2014 wynosiła 3325, a w 2021 - 3349 osób.